# تاميأو إيدي
تاميأُو إيدي (باليابانية: 井出 多米夫) (مواليد 27 نوفمبر 1908)، هو لاعب كرة قدم ياباني سابق كان يلعب كلاعب وسط. سبق له أن لعب مع منتخب اليابان.

## وصلات خارجية
- تاميأو إيدي على موقع ناشيونال فوتبول تيمز (الإنجليزية)
- تاميأو إيدي على موقع عالم كرة القدم.نت (الإنجليزية)

- National Football Teams
- Japan National Football Team Database